# París-Luxemburg
La París-Luxemburg (en francès Paris-Luxembourg) va ser una cursa ciclista per etapes que es disputà entre 1963 i 1970 entre París i Luxemburg.
Cap ciclista aconseguí guanyar la cursa en dues ocasions. El primer vencedor fou Rudi Altig, mentre que el darrer fou Eric de Vlaeminck.

## Palmarès
| Any  | Vencedor                | Segon                       | Tercer                      |
| ---- | ----------------------- | --------------------------- | --------------------------- |
| 1963 | Rudi Altig (GER)        | Armand Desmet (BEL)         | Raymond Poulidor (FRA)      |
| 1964 | Rik Van Looy (BEL)      | Jean Stablinski (FRA)       | Edgard Sorgeloos (BEL)      |
| 1965 | Jean Stablinski (FRA)   | Guido Reybrouck (BEL)       | Edward Sels (BEL)           |
| 1966 | Anatole Novak (FRA)     | Hubert Harings (NED)        | Winfried Bölke (GER)        |
| 1967 | Jan Janssen (NED)       | Georges Vanconingsloo (BEL) | Bernard Guyot (FRA)         |
| 1968 | Michele Dancelli (ITA)  | Marino Basso (ITA)          | Felice Gimondi (ITA)        |
| 1969 | Eddy Merckx (BEL)       | Felice Gimondi (ITA)        | Roger de Vlaeminck (BEL)    |
| 1970 | Eric de Vlaeminck (BEL) | Guido Reybrouck (BEL)       | Giacinto Santambrogio (ITA) |